# Hymenodictyon louhavate
Hymenodictyon louhavate là một loài thực vật có hoa trong họ Thiến thảo. Loài này được Homolle mô tả khoa học đầu tiên năm 1939.